# Villanueva de la Fuente
Villanueva de la Fuente è un comune spagnolo di 2 288 abitanti situato nella comunità autonoma di Castiglia-La Mancia.